# The Last of Us (televíziós sorozat)
A  The Last of Us 2023-tól vetített amerikai poszt-apokaliptikus drámasorozat, amelyet Craig Mazin és Neil Druckmann alkotott, a 2013-as azonos című videójáték alapján. A főbb szerepekben Pedro Pascal, Bella Ramsey látható.
Az Amerikai Egyesült Államokban 2023. január 15-én, Magyarországon 2023. január 16-án mutatta be az HBO.

## Ismertető
2003-ban egy tömeges gombafertőzés globális járványt indít el, és áldozatait vérszomjas támadókká változtatja. Joel a lányával, Sarah-val menekül, amikor a gomba terjedni kezd, de a lányt egy rájuk támadó katona megöli, míg Joelt az öccse, Tommy menti meg.

## Szereplők

### Főszereplők
| Szereplő       | Színész        | Magyar hang    | Leírás |
| -------------- | -------------- | -------------- | --- |
| Joel Miller    | Pedro Pascal   | Varga Gábor    | Megrögzött középkorú túlélő, akit a múltjának traumája gyötör. Joelt azzal bízzák meg, hogy csempésszen ki egy fiatal lányt, Ellie-t a karanténzónából.                                      |
| Ellie Williams | Bella Ramsey   | Gyarmati Laura | 14 éves lány, aki sok dacot és dühöt mutat, de magánéleti igénye van a rokonságra és az összetartozásra. A lány immunis a Cordyceps-fertőzésre, és ő lehet a kulcs a vakcina létrehozásához. |
| Tommy          | Gabriel Luna   | Szabó Máté     | Joel öccse, egykori katona, aki idealista, mert egy jobb világot remél. |
| Dina           | Isabela Merced | Staub Viktória | Ellie szerelme és Jesse volt barátnője. Szabad szellemű személyiség, akit mély lojalitás köt Ellie-hez, de ezt a hűséget a világ kegyetlensége komoly próbatétel elé állítja.                |
| Jesse          | Young Mazino   | Czető Roland   | Közössége fontos tagja, akinek önzetlensége olykor személyes áldozatokkal jár. |

### Mellékszereplők
| Szereplő         | Színész                  | Magyar hang        | Leírás |
| ---------------- | ------------------------ | ------------------ | --- |
| Maria            | Rutina Wesley            | Bogdányi Titanilla | Jackson település vezetője és Tommy terhes felesége. |
| Sarah            | Nico Parker              | Szűcs Anna Viola   | Joel lánya. |
| Dr. Neuman       | John Hannah              | Hirtling István    | Epidemiológus, aki 1968-ban egy talkshow-ban a gombák veszélyére figyelmeztet.                                                                                                  |
| Marlene          | Merle Dandridge          | Németh Borbála     | Egy ellenállási mozgalom vezetője, amely a hadseregtől való szabadulásban reménykedik.                                                                                          |
| Műsorvezető      | Josh Brener              | Ágoston Péter      | Egy talkshow házigazdája 1968-ban. |
| Dr. Schoenheiss  | Christopher Heyerdahl    | Katona Zoltán      | Epidemiológus az 1968-as talkshow-ban, aki szkeptikus Neuman figyelmeztetésével kapcsolatban.                                                                                   |
| Robert           | Brendan Fletcher         | Kisfalusi Lehel    | Gengszter és feketepiaci fegyverkereskedő a bostoni karantén zónában.. |
| Tess             | Anna Torv                | Solecki Janka      | Megrögzött túlélő és Joel csempész társa. |
| Dr. Ratna        | Christine Hakim          | Eredeti hang       | Indonéziai Egyetem mikológia professzora, aki azt tanácsolja a kormánynak, hogy bombázza le Jakartát a fertőzés terjedésének lassítása érdekében.                               |
| Bill             | Nick Offerman            | Besenczi Árpád     | Túlélő, aki Frankkel él együtt |
| Frank            | Murray Bartlett          | Lux Ádám           | Túlélő, aki egy elszigetelt városban él Billel. |
| Henry Burrell    | Lamar Johnson            | Penke Bence        | Kansas Cityben bujkált egy forradalmi mozgalom elől öccsével, Sam-mel. |
| Kathleen Coghlan | Melanie Lynskey          | Sipos Eszter Anna  | Egy forradalmi mozgalom vezetője Kansas City-ben. |
| Sam              | Keivonn Montreal Woodard | Nem szólal meg     | Süket, művészgyerek, akit bátyjával, Henryvel együtt erőszakos forradalmárok üldöznek.                                                                                          |
| Perry            | Jeffrey Pierce           | Dolmány Attila     | Lázadó a karanténzónában |
| Eldelstein       | John Getz                | Csuha Lajos        | Kansas City orvosa, aki megvédi Henry-t és Samet Kathleentől és a forradalmi lázadóktól.                                                                                        |
| Marlon           | Graham Greene            | Papp János         | Feleségével, Florence-szel él Wyoming vadonjában. |
| Florence         | Elaine Miles             | Kiss Erika         | Férjével, Marlonnal él. |
| Riley Abel       | Storm Reid               | Hermann Lilla      | Árva lány, aki egy poszt-apokaliptikus Bostonban nő fel. |
| David            | Scott Shepherd           | Széles Tamás       | Prédikátor, aki egy kannibalista szekta vezetője. |
| James            | Troy Baker               | Makranczi Zalán    | Egy telepesekből álló csoport rangidős tagja. |
| Anna             | Ashley Johnson           | Kelemen Kata       | Ellie anyja. |
| Abby             | Kaitlyn Dever            | Podlovics Laura    | Katona, aki bosszút akar állni egy szeretett személyért, ám a küldetése során világnézete mélyen megkérdőjeleződik.                                                             |
| Seth             | Robert John Burke        | Fehér Péter        | Egy bárt vezet Jacksonban. |
| Owen             | Spencer Lord             | Hajdu Tibor        | Gyengéd természetű személy, akit fizikai ereje arra kényszerít, hogy olyan ellenségek ellen harcoljon, akiket nem gyűlöl.                                                       |
| Nora             | Tati Gabrielle           | Gáspár Kata        | Katonai orvos, aki nehezen tudja elfogadni korábbi tetteit. |
| Mel              | Ariela Barer             | Csifó Dorina       | Orvos, aki elhivatott a hivatása iránt, miközben küzd a háború kegyetlen valóságával.                                                                                           |
| Manny            | Danny Ramirez            | Gacsal Ádám        | Hűséges katona, aki attól tart, hogy cserben hagyja barátait. Vidám, tréfás természetét igyekszik megőrizni, annak ellenére, hogy múltjának fájdalmait mélyen magában hordozza. |
| Kat              | Noah Lamanna             | Ince Sára          | Ellie volt barátnője. |
| Gail             | Catherine O’Hara         | Kovács Nóra        | Joel terapeutája és Eugene felesége. Cinikus, és nem dől be Joel színlelésének.                                                                                                 |
| Isaac Dixon      | Jeffrey Wright           | Törköly Levente    | Egy milícia vezetője, akik szabadságukért folytatott harcuk során háborúba keverednek.                                                                                          |
| Hanrahan         | Alanna Ubach             | Bertalan Ágnes     | Magas rangú FRK-tag |
| Burton           | Ben Ahlers               | Kretz Boldizsár    | Hűséges és edzett FRK-katona. Isaac toborozta új FEDRA-újoncként. |
| Elise Park       | Hettienne Park           | Tarr Judit         | FRK őrmester, akinek a fia spórák által fertőződött meg. |
| Javier Miller    | Tony Dalton              | Czvetkó Sándor     | Joel és Tommy apja. |
| Eugene Lynden    | Joe Pantoliano           | Pálfai Péter       | Gail férje. |

### Magyar változat
- Bemondó: Pál Tamás
- Magyar szöveg: Gecse Attila
- Gyártásvezető: Pitka Irén
- Szinkronrendező és hangmérnök: Szabó Péter
- Produkciós vezető: Gyarmati Zsolt

A magyar változatot a Masterfilm Digital Kft. készítette.

## Évados áttekintés
| Évad | Évad | Epizódok | Eredeti sugárzás  | Eredeti sugárzás  | Magyar sugárzás   | Magyar sugárzás   |
| Évad | Évad | Epizódok | Évadpremier       | Évadfinálé        | Évadpremier       | Évadfinálé        |
| ---- | ---- | -------- | ----------------- | ----------------- | ----------------- | ----------------- |
|      | 1    | 9        | 2023. január 15.  | 2023. március 12. | 2023. január 16.  | 2023. március 13. |
|      | 2    | 7        | 2025. április 13. | 2025. május 25.   | 2025. április 14. | 2025. május 26.   |

## Epizódok

### 1. évad (2023)
| Sor. | Év. | Cím                                                              | Rendező        | Író                           | Premier                             |
| --- | --- | ---------------------------------------------------------------- | -------------- | ----------------------------- | ----------------------------------- |
| 1. | 1.  | Ha utat tévesztesz a sötétben (When You're Lost in the Darkness) | Craig Mazin    | Craig Mazin és Neil Druckmann | 2023. január 15. 2023. január 16.   |
| 2003-ban a mutálódott Cordyceps gomba tömeges fertőzése globális járványt indít el. Joel lányával, Sarah-val és testvérével, Tommy-val elmenekül texasi otthonukból; Sarah-t egy katona megöli. Húsz évvel később Joel egy bostoni karanténzónában (QZ) él, amelyet a Szövetségi Katasztrófavédelmi Ügynökség (FEDRA) irányít, és csempészként dolgozik társával, Tes-szel. Amikor Tommy nem veszi fel velük a kapcsolatot Wyomingból, fizetnek egy helyi kereskedőnek, Robertnek egy autóakkumulátorért, de az átveri őket, és eladja a Tűzbogaraknak, a FEDRA-val szemben álló lázadó csoportnak. Amikor Joel és Tess megpróbálják visszaszerezni, találkoznak Marlene-nel, a Tűzbogár vezetőjével, aki könyörög nekik, hogy egy Ellie nevű tinédzsert vigyenek a Massachusetts-i Állami Házba egy működő teherautóért cserébe. Miközben kiosonnak a QZ-ből, hárman összefutnak egy kint tartózkodó katonával. Az megvizsgálja őket a fertőzésre, és kiderül, hogy Ellie pozitív. Joel megöli a katonát, Ellie pedig azt állítja, hogy immunis.                      |     |                                                                  |                |                               |                                     |
| 2. | 2.  | Fertőzött (Infected)                                             | Neil Druckmann | Craig Mazin                   | 2023. január 22. 2023. január 23.   |
| Két nappal a világméretű járvány kitörése előtt Jakartában egy mikológus értesül a fertőzésről, és azt tanácsolja a kormánynak, hogy bombázzák le a várost, hogy megakadályozzák a fertőzés terjedését. A jelenben Ellie elmagyarázza Joelnek és Tessnek, hogy nyugatra szállítják abban a reményben, hogy felhasználják a gyógymód megtalálásához. Felfedezik, hogy az államházhoz vezető utat ellepik a fertőzöttek, ezért átvágnak egy történelmi múzeumon, ahol "kattogtatóként" ismert vak fertőzöttek támadnak rájuk, és Ellie-t megharapják. Megérkeznek az Állami Házba, de a szentjánosbogarakat halva találják. Tess elárulja, hogy megharapták, míg Ellie harapása gyógyulni kezd, ami bizonyítja az immunitását. Joel lelő egy fertőzöttet, ami figyelmezteti a rajokat, hogy hol vannak. Tess meggyőzi őt, hogy szökjön meg, és vigye Ellie-t a szövetségeseikhez Lincolnba, míg ő ott marad, felrobbantja az épületet, és a hordával együtt végez magával.                                                                                               |     |                                                                  |                |                               |                                     |
| 3. | 3.  | Hosszú-hosszú ideig (Long Long Time)                             | Peter Hoar     | Craig Mazin                   | 2023. január 29. 2023. január 30.   |
| Joel és Ellie elindulnak, hogy találkozzanak Billel és Frankkel. Ellie bizonyítékot lát arra, hogy a kormány ártatlanokat végzett ki a járvány első napjaiban. 2007-ben Frank elhagyja Baltimore-t, és rábukkan Bill táborára, egy paranoiás túlélőre, aki vonakodva befogadja őt. A férfiak románcot kezdenek, és megosztják egymással a zene és az ételek szeretetét. Évekkel később Frank rádión keresztül felveszi a kapcsolatot Tess-szel, és a két csoport között törékeny barátság szövődik. A jelenben Frank halálos beteg, és megkéri Billt, hogy segítsen az öngyilkosságában, miután összeházasodnak. Bill, aki nem akar Frank nélkül élni, szintén öngyilkos lesz. Amikor Joel és Ellie megérkezik, felfedeznek egy levelet, amelyet Bill hagyott Joelnek. Bill azt írta, hogy Frank védelme adta meg az élete értelmét, és hogy Joelre hagyta a készleteit. Joel tudta nélkül Ellie elveszi Frank pisztolyát. Elveszik Bill teherautóját, és elindulnak Tommy keresésére.                                                                                 |     |                                                                  |                |                               |                                     |
| 4. | 4.  | Kérlek, fogd a kezem! (Please Hold My Hand)                      | Jeremy Webb    | Craig Mazin                   | 2023. február 5. 2023. február 6.   |
| Útban Wyoming felé, Missourin keresztül utazva Joel és Ellie egy szükséges kitérőt tesz Kansas City romjain keresztül, ahol banditák támadnak rájuk. Joel kettőt közülük megöl, de a harmadik legyűri, és majdnem megfojtja, mielőtt Ellie megmenti őt azzal, hogy Frank pisztolyával lelőtte a férfit. Kathleen vezetésével további banditák találják meg a holttesteket; Kathleen, mivel úgy véli, hogy Joel és Ellie kapcsolatban áll egy Henry nevű, általa keresett férfival, hajtóvadászatot rendel el. Joel és Ellie összebarátkoznak, és a férfi megengedi neki, hogy megtartsa a pisztolyt. Kathleen helyettese, Perry megmutat neki egy szobát, ahol valami nő a föld alatt, de Kathleen megparancsolja neki, hogy rejtse el, amíg meg nem találják Henry-t. Amíg felderítik a városból kivezető utat, egy emeletes lakásban alszanak éjszakára. Arra ébrednek, hogy Henry és a testvére, Sam fegyverrel tartják őket fogva. |     |                                                                  |                |                               |                                     |
| 5. | 5.  | Tűrd és éld túl (Endure and Survive)                             | Jeremy Webb    | Craig Mazin                   | 2023. február 10. 2023. február 11. |
| Miután Henry és Sam összecsap Joellel és Ellie-vel, Henry felajánlja, hogy segít nekik elmenekülni a városból a földalatti alagutak segítségével; Joel tétován beleegyezik. Henry bevallja Joelnek, hogy ő volt a felelős Kathleen bátyjának elfogásáért és haláláért, cserébe Sam leukémiájának gyógyszerezéséért. Miután elhagyják az alagutakat, a csoportot egy mesterlövész támadja meg. Joel megöli, de kiderül, hogy Kathleennel dolgozott együtt; a nő rövidesen megérkezik a milíciájával. Miközben Kathleen Henry megölésére készül, a fertőzöttek hatalmas tömege tör be a földre, köztük egy nagy "puffasztó", amely megöli Perryt, és egy gyermekklicker, amely megöli Kathleent. Sam megmutatja Ellie-nek, hogy megharapta egy fertőzött. Ellie megpróbálja a vérével meggyógyítani Samet. Másnap reggel a fertőzött Sam megtámadja Ellie-t, aminek következtében Henry megöli őt. Rájön, hogy mit tett, Henry öngyilkos lesz. Joel és Ellie eltemeti őket, és folytatják útjukat.                                                                       |     |                                                                  |                |                               |                                     |
| 6. | 6.  | Rokon (Kin)                                                      | Jasmila Žbanić | Craig Mazin                   | 2023. február 19. 2023. február 20. |
| Három hónappal Henry és Sam halála után Joel és Ellie eljutnak a Jacksonba, ahol Joel újra találkozik Tommyval. Tommy és felesége, Maria gyermeket várnak. Joel bízik Tommyban Ellie védettségéről és saját romló mentális állapotáról. Joel megkéri Tommyt, hogy vigye Ellie-t a Fireflieshez, mivel attól fél, hogy nem tudja biztonságban tartani; Ellie kihallgatja őket. A szembesítés során Joel kijelenti, hogy elválnak útjaik. Reggel Joel meggondolja magát, miután eszébe jut a lánya, és lóháton Coloradóba utaznak. Ott azt találják, hogy a Tűzbogarak elmenekültek, valószínűleg egy Utah állambeli kórházba. Joel és Ellie megpróbálnak elmenekülni, miután meglátnak egy csapat fosztogatót. Az egyik férfi megtámadja Joelt; Joel megöli, de megkéselik. Joel és Ellie elmenekül az üldözők elől. Ezt követően Joel összeesik a lóról. |     |                                                                  |                |                               |                                     |
| 7. | 7.  | Hátrahagyva (Left Behind)                                        | Liza Johnson   | Neil Druckmann                | 2023. február 26. 2023. február 27. |
| Ellie és a sérült Joel egy elhagyatott házban húzza meg magát. Ahogy Joel a halálhoz közeledik, arra kéri Ellie-t, hogy hagyja el őt. Eszébe jut a FEDRA katonai iskolában töltött idő, ahová legjobb barátjával, Riley Abellel együtt járt. Míg Ellie bajt okoz és verekedik társaival, Riley megszökött, és három hete eltűnt. Riley visszalopakodik a kollégiumi szobájukba, és elárulja Ellie-nek, hogy csatlakozott a Tűzbogarakhoz. Ellie-t egy elhagyatott bevásárlóközpontba viszi, ahol felfedeznek egy fotóautomatát, egy játéktermet és egy körhintát. Riley elmondja Ellie-nek, hogy a Tűzbogarak egy atlantai posztra osztotta be, és ez az utolsó éjszakája Bostonban. Bár Ellie eleinte feldúlt, meggyőzi Rileyt, hogy maradjon, és megcsókolják egymást. Egy fertőzött megtámadja őket, és Ellie-nek sikerül megölnie, de a küzdelem közben mindkettőjüket megharapja. Könnyek között úgy döntenek, hogy együtt maradnak, és megvárják, amíg a fertőzés elhatalmasodik rajtuk. A jelenben Ellie talál egy varrótűt, és elkezdi összevarrni Joel sebét. |     |                                                                  |                |                               |                                     |
| 8. | 8.  | Amikor rászorulunk (When We Are in Need)                         | Ali Abbasi     | Craig Mazin                   | 2023. március 5. 2023. március 6.   |
| Miközben Ellie vadászik, hogy élelmet szerezzen a még mindig lábadozó Joel számára, találkozik egy prédikátorral, Daviddel és vadász társával, James-szel. Elcseréli a szarvast penicillinre. David elmagyarázza, hogy az apokalipszis után megtalálta Istent, és most a túlélők egy csoportjának vezetője. Elárulja, hogy a férfi, aki leszúrta Joelt, az ő csoportjának tagja volt. Ellie elmegy, és beadja Joelnek az injekciót. Másnap meglátja Davidet egy csapat férfival, akik bosszút akarnak állni Joel ellen. Ellie elmenekül, hogy elvonja őket Joeltől, de elfogják. David táborában elárulja, hogy emberhússal etette a csoportját. Eközben Joel felébred, és megkínozza David néhány emberét, hogy elárulják neki Ellie hollétét. David és James megpróbálja megölni Ellie-t, de a lány megöli Jamest és megszökik. David levadássza Ellie-t, de a lány legyőzi őt, és egy henteskéssel megöli. Joel megtalálja Ellie-t és megölelik egymást, majd elsétálnak.                                                                                           |     |                                                                  |                |                               |                                     |
| 9. | 9.  | Keresd a fényt (Look for the Light)                              | Ali Abbasi     | Craig Mazin                   | 2023. március 12. 2023. március 13. |
| Anna miközben megszüli Ellie-t, megharapja egy fertőzött, akit megöl. Marlene talál rá, aki tétován magához veszi Ellie-t, és Anna kérésére megöli a nőt. A jelenben a Tűzbogarak katonái elfogják Ellie-t, és Joelt eszméletlenre ütik. Miután Joel egy kórházban felébred, Marlene elmagyarázza, hogy az orvosok Ellie-t műtétre készítik elő, hogy gyógymódot hozzanak létre, de a beavatkozás megöli őt. Marlene megparancsolja, hogy Joelt vigyék el, ő azonban visszavág, és megöli a katonák többségét és a vezető sebészt. Joel megtalálja Ellie-t és elhagyja a kórházat. Marlene elfogja őket, mondván, hogy még van idő a gyógymód megtalálására, de Joel lelövi és megöli. Amikor Ellie felébred, Joel hazudik, és azt mondja neki, hogy a Tűzbogarak találtak más immunis embereket, és nem tudtak gyógymódot létrehozni. Miközben Jacksonhoz túráznak, Ellie bűntudatot érez a túlélők iránt. Ragaszkodik hozzá, hogy Joel esküdjön meg, hogy a Tűzbogarakról szóló története igaz. A lány szóban elfogadja a szavait.                                   |     |                                                                  |                |                               |                                     |

### 2. évad (2025)
| Sor. | Év. | Cím                                | Rendező            | Író                                         | Premier                             |
| --- | --- | ---------------------------------- | ------------------ | ------------------------------------------- | ----------------------------------- |
| 10. | 1.  | Jövendő napok (Future Days)        | Craig Mazin        | Craig Mazin                                 | 2025. április 13. 2025. április 14. |
| Öt évvel azután, hogy Joel megölt több Tűzbogár-tagot egy kórházban és megmentette Ellie-t, már Jacksonban élnek, ám kapcsolatuk megromlott. Joel pszichoterapeutája, Gail – aki egyben Eugene özvegye – bevallja, hogy neheztel Joelre férje megölése miatt, míg Joel szomorúságát fejezi ki Ellie-vel kapcsolatban, és bevallja, hogy megmentette őt, bár a gyilkosságokról nem tesz említést. Egy járőrözés során Ellie és Dina egy fertőzött fészket találnak egy szupermarketben, ahol Ellie megöl egy újfajta fertőzöttet, amely hangtalanul lopakodik. Az esti bulin Ellie és Dina megcsókolják egymást, mire a bár tulajdonosa, Seth homofób megjegyzést tesz. Joel emiatt rátámad Sethre, Ellie pedig dühösen közli vele, hogy nincs szüksége a védelmére, majd Joel távozik. Eközben fertőzött indák kezdenek beszivárogni Jacksonba egy törött csövön keresztül, miközben Abby és barátai – akik mind megfogadták, hogy megbosszulják a kórházi mészárlást – távolról figyelik a várost. |     |                                    |                    |                                             |                                     |
| 11. | 2.  | A völgyön át (Through the Valley)  | Mark Mylod         | Craig Mazin                                 | 2025. április 20. 2025. április 21. |
| Miután egy Jackson melletti kúriában keres menedéket, Abby továbbra is eltökélt céljában, hogy megölje Joelt, miközben barátai – a város biztonságáért aggódva – a visszavonulást fontolgatják. Jackson felderítése közben Abby véletlenül felébreszt egy hó alatt rejtőző fertőzötthordát. Menekülni próbál, de Joel – aki Dinával van járőrözésen – megmenti őt. A horda eléri Jacksont, súlyos harcokat és jelentős veszteségeket okozva a városnak. Abby elvezeti Joelt és Dinát a kúriához, ahol Dinát kiüti, majd felfedi valódi kilétét: ő annak a Tűzbogár-orvosnak a lánya, akit Joel a kórházban megölt. Abby térden lövi Joelt, majd brutálisan megveri egy golfütővel. Ellie a helyszínre érkezik, de Abby csapata lefogja, és kénytelen végignézni, ahogy Abby a törött golfütő nyelével megöli Joelt. Ellie bosszút esküszik, Abby és csapata pedig távozik. Miközben Jackson megkezdi a helyreállítást, Ellie, Dina és Jesse hazatérnek Joel holttestével. |     |                                    |                    |                                             |                                     |
| 12. | 3.  | Az út (The Path)                   | Peter Hoar         | Craig Mazin                                 | 2025. április 27. 2025. április 28. |
| Három hónappal később Dina elmondja Ellie-nek, hogy a csoport, amely megölte Joelt – a Felszabadító Regionális Katonaság (FRK) tagjai – Seattle-ben található. Egy városházi gyűlésen több lakos is ellene van annak, hogy egy csapatot küldjenek Seattle-be, hogy levadásszák őket; Ellie felolvas egy levelet, amelyben arra próbálja rávenni az embereket, hogy igazságosságból, ne bosszúból küldjék ki a csapatot, de a városi tanács elutasítja a javaslatot. Amikor Ellie fegyvereket gyűjt, hogy egyedül induljon Seattle-be, Dina közli vele, hogy vele tart, megfelelő felszerelést hoz és útvonalat tervez. Seth, aki hangosan támogatta Ellie-t a városházi gyűlésen, segít nekik elhagyni Jacksont. Másnap reggel Ellie kávébabot hagy Joel sírján. Később Ellie és Dina egy csoport halott Seraphitára bukkannak, köztük egy kisgyerekre is; a látvány hatására Dina hányni kezd. Megérkeznek Seattle-be, ahol feltűnik nekik, hogy alig látni FRK-tagokat. Eközben egy konvoj, amely több tucat katonából és néhány páncélozott járműből áll, vonul végig Seattle utcáin. |     |                                    |                    |                                             |                                     |
| 13. | 4.  | Első nap (Day One)                 | Kate Herron        | Craig Mazin                                 | 2025. május 4. 2025. május 5.       |
| 2018-ban Isaac Dixon megöli a FEDRA egységét, majd átáll a Farkasok (FRK) oldalára. Tizenegy évvel később Isaac, immár a FRK vezetőjeként, kihallgat és később megöl egy Seraphitát, aki nem hajlandó elárulni csoportja rejtekhelyét. Ellie és Dina első napja Seattle-ben során rábukkannak a FEDRA és a FRK közötti összecsapások nyomaira. Egy zeneboltban bújnak el, ahol Ellie egy dalt játszik Dinának. Az éjszaka folyamán több FRK-katona holttestét találják meg, akiket a Seraphiták gyilkoltak meg, majd sikeresen elkerülnek egy érkező FRK-erősítést. A metróban menekülve a FRK és a fertőzöttek elől, Ellie megharapódik, miközben megmenti Dinát. Egy elhagyatott színházban bújnak el, ahol Dina kétségbeesetten készül megölni Ellie-t, aki azonban elmagyarázza, hogy immunis. Dina bevallja, hogy terhes, majd együtt alszanak el. Másnap reggel kihallgatják, hogy a FRK – köztük Abby barátja, Nora – behatol a Lakehill kórházba, és Dina közli Ellie-vel, hogy még mindig vele akar tartani. |     |                                    |                    |                                             |                                     |
| 14. | 5.  | Érezd a szeretetét (Feel Her Love) | Stephen Williams   | Craig Mazin                                 | 2025. május 11. 2025. május 12.     |
| Útban a kórház felé Ellie és Dina újabb halott Szerafitákba botlanak. Ellie megkérdőjelezi, hogy helyes döntés volt-e Dinát magával hozni, de Dina megerősíti, hogy elkötelezett a bosszú iránti küldetésük mellett. Egy elhagyatott raktárban rajtuk ütnek a lopakodó fertőzöttek, de Jesse megmenti őket, aki Tommyval együtt érkezett Seattle-be, hogy megkeresse őket. A FRK üldözőbe veszi a hármast, akik egy közeli parkba menekülnek, ahol tanúi lesznek annak, ahogy a Szerafiták felkoncolnak egy FRK katonát. Dinát egy nyílvessző találja el a lábán, ezért Jesse őt kimenti, míg Ellie elterelő hadműveletbe kezd, hogy magára vonja a Szerafiták figyelmét. Miután sikerül leráznia őket, Ellie egyedül folytatja útját a kórház felé. Ott üldözőbe veszi Norát, és a karantén alatti alagsorba hajszolja, amelyet spórák töltenek meg – ezek fertőzik Norát, de Ellie immunis rájuk. Nora ráismer Elliere mint arra az immunis lányra, akiért Joel lemészárolta a Tűzbogarakat. Ellie felfedi, hogy már tud arról, amit Joel tett érte, és egy csővel brutálisan megveri Norát, hogy megtudja, hol van Abby.                                                                                        |     |                                    |                    |                                             |                                     |
| 15. | 6.  | Az ár (The Price)                  | Neil Druckmann     | Neil Druckmann, Halley Gross és Craig Mazin | 2025. május 18. 2025. május 19.     |
| Egy sor visszaemlékezés mutatja be Joel és Ellie kapcsolatának alakulását Ellie születésnapjai alkalmából: tizenötödik születésnapjára Joel egy saját készítésű gitárral lepi meg; tizenhatodikon elviszi egy elhagyatott múzeumba, ahol Ellie lenyűgözve fedezi fel az űrkutatás kiállításait; tizenhetediken Joel dühösen félbeszakít egy bensőséges pillanatot Ellie és egy másik lány között, ami feszültséget szül; tizenkilencedik születésnapján elviszi Ellie-t az első járőrére. Útjuk során találkoznak Eugene-nal, Gail férjével, akit megharaptak. Joel megígéri Ellie-nek, hogy visszaviszi Eugene-t Jacksonba, hogy elbúcsúzhasson Gailtől, ám ehelyett elvezeti Eugene-t és kivégzi, hogy ne jelentsen veszélyt. Később azt hazudja Gailnek, hogy Eugene maga vetett véget életének. Ellie, felismerve Joel hazugságát a Tűzbogarakkal kapcsolatban is, elmondja az igazságot Gailnek. Kilenc hónappal később, a szilveszteri tánc után Ellie szembesíti Joelt a kórházban történtekkel. Joel könnyek között vall be mindent, de elmondja, hogy nem bánja meg a döntését. Ellie azt mondja, nem tudja, képes lesz-e megbocsátani, de szeretné megpróbálni. A jelenben Ellie visszatér a színházhoz. |     |                                    |                    |                                             |                                     |
| 16. | 7.  | Összetartás (Convergence)          | Nina Lopez-Corrado | Neil Druckmann, Halley Gross és Craig Mazin | 2025. május 25. 2025. május 26.     |
| Ellie visszatér Dinához és Jesse-hez, megrendülve attól, amit Norával tett. Bevallja Dinának, mit tett Joel a kórházban, valamint azt is, hogy végül nem ölte meg Norát. Dina erre azt javasolja, hogy térjenek haza. Később Ellie és Jesse fültanúi lesznek egy FRK rádióüzenetnek, amely egy mesterlövészről szól, Jesse úgy véli, ez Tommy lehet. Ő a lövések irányába indul, míg Ellie megszerez egy motorcsónakot, és elindul a közeli akvárium felé, mivel Nora szerint ott lehet Abby. Útközben Ellie alig éli túl a találkozást egy Szerafita-csoporttal, de végül bejut az akváriumba, ahol megtalálja Owent és a terhes Melt. Fegyvert szegez rájuk, és követeli, hogy mondják el, hol van Abby. Amikor Owen fegyverhez nyúl, Ellie lelövi, a golyó pedig Melt is eltalálja. Mel halála előtt könyörög, hogy Ellie segítse világra hozni a gyermekét, de Ellie képtelen rá. Jesse és Tommy megmentik Elliet, és visszaviszik a színházba. Ott Abby rajtuk üt: megöli Jesse-t, megsebesíti Tommyt, és fegyvert szegez Ellie-re. Lövés dördül. Három nappal korábban Manny felébreszti Abbyt, és közli vele, hogy Isaac hívatja.                                                                           |     |                                    |                    |                                             |                                     |

## A sorozat készítése
A Naughty Dog The Last of Us című videojátékának 2013-as megjelenése után két filmadaptációval is próbálkoztak: a játék írója és kreatív igazgatója, Neil Druckmann által írt és Sam Raimi által készített játékfilm a fejlesztési pokolba került, az Oddfellows által készített animációs rövidfilm-adaptációt pedig a Sony törölte. A Naughty Dog másik játéksorozatából, az Unchartedből készülő film átfogó fejlesztése miatt Druckmann a filmes és televíziós stúdiókkal folytatott tárgyalások során gondoskodott arról, hogy a filmes és televíziós stúdiókkal való megegyezés során konkrét cselekménypontok kerüljenek bele; úgy érezte, hogy szorosabban kötődik a The Last of Us megalkotásához és fejlesztéséhez, mint az Unchartedéhez, és mindig is részt akart venni valamilyen módon az adaptációban. 2020 márciusában bejelentették, hogy az HBO-nál tervezik a televíziós adaptációt, amely várhatóan az első játék eseményeit dolgozza fel. Druckmann mellett Craig Mazint nevezték ki a sorozat írójának és vezető producerének. A sorozat zeneszerzője pedig a játékokon dolgozó Gustavo Santaolalla lesz. A sorozatot a Sony Pictures Television, a PlayStation Productions és a Naughty Dog közös produkciójaként jelentették be.